# Szúfizmus

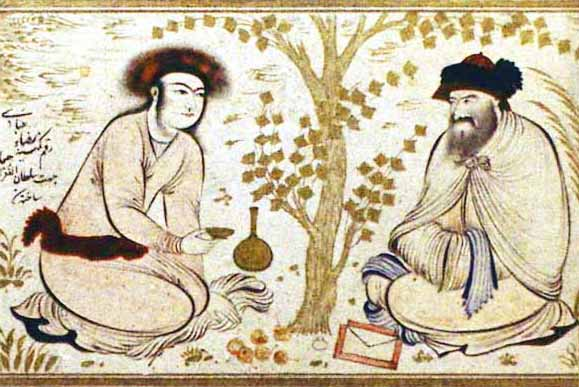
Riza Abbasi (1565–1635) festménye: Szúfi mester és tanítványa

A szúfizmus vagy a szúfi út elnevezés egy filozófiáját és világképét illetően heterogén irányzat-csokrot takar. A szúfi út elnevezés sokkal inkább megfelel a szúfi jellegnek, hiszen itt alapvetően nem egy tanítás-rendszerről, hanem életmódról, szemléletről van szó. Legfontosabb közös jellemzőjük, hogy döntő többségükben az iszlám követőinek vallják magukat, illetve erősen misztikus jellegű irányzatokként az iszlám ezoterikus igazságát hirdetik.
Kezdetben a szúfi szót azokra az aszketikus gyakorlatot követő misztikusokra használták, akik jellemzően durva gyapjúból készült ruhát viseltek; csakhamar azonban az összes muszlim misztikust így nevezték, függetlenül attól, hogy aszketikus életmódot folytattak vagy nem. 
A szúfizmus az iszlám misztika hiedelem- és szokásrendszere. Sok muszlim hívő ezen az úton, Isten közvetlen, személyes megtapasztalása által próbál rálelni Isten szeretetére és megismerésére. A szúfizmuson belül többféle misztikus út létezik arra, hogy valaki megismerje az emberi és isteni természetet, átélje az isteni szeretet érzését és elérje az igazi bölcsességet. A szúfik számára a személyes megtapasztalás (dzauk, "belekóstolás") elengedhetetlen a valódi tudás megszerzéséhez.

## Etimológia
Az elnevezés eredetére több elképzelés van:
- A leggyakoribb magyarázat szerint az elnevezés az arab صوف „szúf”, azaz gyapjú szóból származik, mellyel azt sugallják, hogy a szúfik az általuk viselt gyapjú öltözékekről kapták volna nevüket.
- Egy spirituális úton közelítő magyarázat szerint a صفا <szafa> szóból ered az elnevezés, ami tisztaságot jelent. Itt természetesen a szúfik által követett út tisztaságát értik alatta.
- Egy vallási alapon nyugvó magyarázat szerint egyenesen Mohamed Próféta mecsetjének verandáján imádkozók csoportja lennének ők, a "veranda népe" <ahl asz-szuffa>.
- A 10. századi Bírúní szerint a görög szophia, azaz a bölcsesség szóból származik ez az elnevezés, de ezen elképzelés nem bizonyítható.
- Idries Shah szerint a szúfi szónak nincs ismert etimológiája.

A szúfi szót csaknem minden nyelv ebben a formájában használja. Arabul تصوف <taszavvuf>, perzsául عرفان <erfan>, törökül tasavvuf formában utalnak általában a szúfikra.
Az irányzatok követőit arab szóval szúfinak vagy perzsa eredetű szóval dervisnek mondjuk, habár ők magukat jellemzően nem illetik ilyen elnevezéssel.

## Tanítások

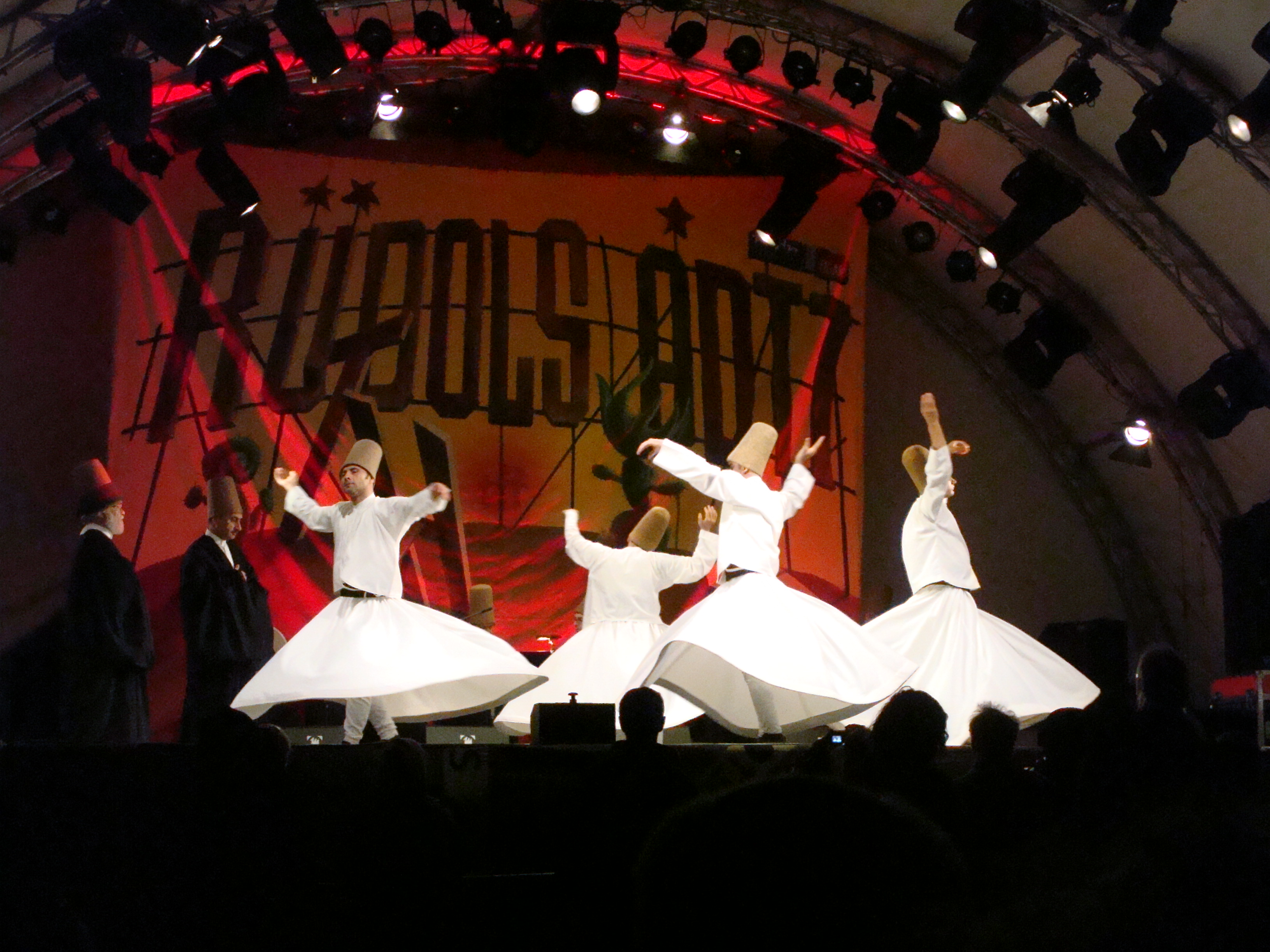
Kerengő dervisek

A szúfizmus nem tekinthető egységes irányzatnak. Misztikus, spirituális tanainak kialakulása számtalan rendhez és mesterhez köthető, jellemzően mindegyik saját tanításokat és gyakorlatokat követett.
A nagy tudású, az ezoterikus útra rátalált mestereket (seik) tanítványok vették körül a mester házában, vagy egy erre a célra szolgáló, adományokból fenntartott épületben (kolostorban). A mester a tanítványokat fokozatosan vezette be az isteni megtapasztalás általa gyakorolt formáiba (tariq), a saját misztikus módszerével. Többnyire Allah nevének vagy a Korán sorainak ritmikus ismétlései, éneklés, tánc és zeneszó mellett révedtek el a transzcendens megtapasztalás élményében. A seiknek a tanítvány felett teljhatalma volt, minden körülmények között engedelmeskednie kellett, még akkor is, ha az ellenkezett az iszlám törvényeivel, a saríával.
A tanító kinevelte követői közül azokat, akik majd halála után továbbviszik művét és terjesztik azt (kalifák). Ezzel a szúfik, az ortodox jogi iskolákhoz hasonló, tanítványi láncolatot (szilszila) alakítottak ki, amely szervezeti felépítéséből adódóan is, komoly vetélytársa lett az ulemának. Szentként tisztelték mind a mestereket haláluk után, mind mesterré lett növendékeiket, a kalifákat.
Az iszlám misztikusait valí ("szent") néven is emlegetik. Minthogy a szó eredeti jelentése "közelálló" vagy "barát", a valík „Isten barátai, kiknek nem kell félniük és sohasem szomorúak”. A szentkultusz tulajdonképpen ellentétes az iszlám tanaival, hiszen azok nem ismernek el semmiféle közvetítőt Isten és ember között, de az élő, és főleg a már halott szentek kultusza mégis vonzó volt a nép számára, így sok iszlám előtti szokás a misztika köntösében került át a muszlim néphitbe. A hatalmasabb szúfi vezetőknek sokszor csodatévő képességet is tulajdonítottak.
A szúfi utat a muszlim többség gyakorlatát jellemző külsőségek és vallásjogi előírások (saría) mellett, alapvetően a befelé fordulás, azaz Allah személyes megtapasztalásának igénye jellemzi. A hétköznapi előírásokon túlmenően, valamely meditációs eszköz (leggyakrabban a meditatív ima (dhikr), illetve ennek részeként esetleg zene, tánc) segítségével kívánják megtapasztalni az Allahban való feloldódást. Az egység felé vezető úton megkülönböztetik a tudást és az ismereteket, előbbi alatt értve az Allahról alkotott igazságot (Allah igazságát), utóbbi alatt pedig az emberi (másodlagos, lényegtelen) ismereteket, létrehozva ezáltal a misztikus irányzatokra jellemző ezotéria-exotéria kettősséget.
A szúfizmus legfontosabb lelkigyakorlata a dhikr, vagyis Isten nevének és bizonyos Korán-részleteknek a recitálása, valamint a "kerengő dervisek" (lásd mavlavíja) táncos szertartásai és ezek továbbfejlesztése.
Az ún. "üvöltő dervisek" (lásd rifáíja) zajos dhikr alatt az eksztázist elérve gyakran önmagukat is megsebzik, más rendek viszont a néma szertartást (dhikr khafí) részesítik előnyben, amelynek során a hívő magában ismétel bizonyos formulákat, illetve testének bizonyos pontjaira összpontosítva meditál.
A szabályok betartásával és az isteni jóindulat segítségével, a "kereső" egyre inkább lazítani próbálja alantasabb énjének béklyóit, mígnem teljesen megszabadul tőlük és lelke végre megismerheti az igazi hakíka állapotát, amely felé mindig is törekedett. A szúfi út végső célja a faná, az én megsemmisülése. Ez ugyan elsősorban etikai kategória, ám lassan elvezet az emberi én teljes kioltásához.
A misztikusok a személyes istenélménytől mentes, külsőségekre összpontosító vallásjognak igen kevés értelmét látták, így a saría, vagyis a hagyományos vallásjog rendszerének kiegészítéseként egyre jobban kialakították a maguk útját (taríka, "az út") és célját (hakíka, "a valóság"). Mindazonáltal a szúfik legtöbb csoportja az ortodoxia keretein belül kívánt maradni és hangsúlyozta, hogy a saría betartása elengedhetetlen feladat, és már a kezdetektől fogva megpróbáltak kialakítani egy egymást kölcsönösen kiegészítő ellentétpárokból fölépülő teológiai rendszert(például „megsemmisülés és visszatérés”, „megrészegülés és kijózanodás”), amellyel összhangba hozhatnák vallásosságuk külsődleges és lelki oldalát. A két oldal szembeállítása mindig is jellemző maradt.

### Jellemző vonások
Összegezve a szúfikra jellemző legfőbb tulajdonságok, vonások :
- Abszolút és feltétlen bizalom Istenben (tavakkul) valamint elégedettség (rida)

Nézetük szerint bármi jó vagy rossz történik is az emberrel, minden Istentől ered.
- Aszkézis, önmegtagadás

Ezek a belső megtisztulás eszközei
- Önkéntes szegénység

A szegénység a büszkeségem – mondja egy szúfi hagyomány. A beavatott szúfikhoz köthető, gyakran hallható két szó: a fakír és a dervis.
- A vallás és a vallási szövegek belső, spirituális, ezoterikus aspektusaira koncentrálás, szemben a külsővel

A legtöbb szúfi számára ez a vallási rítusokon és törvényeken való túllépés
- Ragaszkodás Istenhez (baka)

Az én (ego) és a világ megsemmisülése után egyedül a baka marad meg. Ezt a célt, amit csak az előrehaladottabb szúfik érnek el, az Istennel való egyesülés élményeként írják le.
- A mester-tanítvány kapcsolat

A legtöbb szúfi számára spirituális fejlődés csak egy szellemi vezető vagy mester segítségével és útmutatásával történhet. Ennek az embernek a neve az arab világban a sejk, a török-perzsa-indiai régióban a pir.
- Allah (Isten) egyetlensége (tauhid)

A tauhid azt jelenti, hogy egyedül csak Allah létezik. Ha pedig ez így van, akkor a világon minden az Ő valóságát tükrözi.
- A dzikr

Az Allahot dicsőítő szent kifejezések rituális ismételgetése

## A szúfizmus és az iszlám

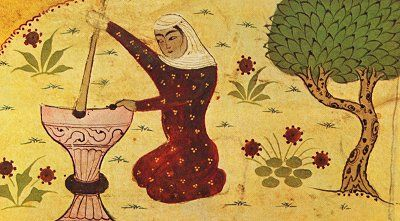
Rábia l-Adavíja, az első szúfik egyike

A szúfi tanítások többsége besorolható szunnitaként vagy síitaként (bővebben lásd: iszlám), ugyanakkor van néhány tanítás, mely elkülönül az iszlám ortodox tanításaitól (esetleg magától az iszlámtól is, amennyiben a szúfi út az iszlám felett áll). A muszlim és szúfi közösségek (emlékezve arra, hogy a szúfik majdnem mindig muszlimnak vallják magukat) kapcsolata nem felhőtlen. A hivatalos muszlim álláspontot képviselők nem ritkán szektásnak, eretneknek tekinti a szúfikat, illetve a szúfik gyakorta dogmatikusnak (és ebből eredően tévesnek) az előbbieket.
Az ellentét alapja az, hogy a szúfik szerint Allah megismerése egyéni tapasztalatszerzés útján is lehetséges, míg az ulema szerint Allah csak a Korán, a hadísz és a saría tanulmányozásával ismerhető meg. Az ulema a szúfik tanait saját hatalma és tekintélye megőrzése érdekében is veszélyesnek tartotta, hiszen megjelenésükig vallási ügyekben megfellebbezhetetlen szava volt. Ezt a pozícióját féltékenyen őrizte, és már a kezdetektől sűrűn került összeütközésbe az egyre nagyobb népszerűségnek örvendő szúfi rendekkel. Az egyszerű nép is könnyebben befogadta az érzelmi vallásosságon alapuló tanításokat, így körükben ennek sikere, és ezzel együtt az ulema térvesztése szemmel látható lett. Az ellentétet szította a szúfik szervezeti felépítése is, a mester (sejk, a perzsában pír) bálványozása és túlzott tisztelete, amellyel szinte vallást hoztak létre a valláson belül. A saríát afféle követendő irányvonalnak tartották csak ahelyett, hogy annak vegyék ami: az iszlám legfőbb törvénye.
A szúfi mesterek büszkék voltak szellemi függetlenségükre, amely nem csak más hagyományoktól és szellemi áramlatoktól határolta el őket, hanem a mindenkori hatalomtól is. Néhányan kijelentették, hogy inkább vágnák le a saját lábukat, minthogy átlépjék az uralkodó palotájának küszöbét. Ez a szellemi és hatalmi büszkeség sok korabeli művészt megihletett, akik királyokkal, uralkodókkal körülvéve ábrázolták őket, amint azok áhítattal hallgatják a szúfi sejk kinyilatkoztatásait. A hatalmi elit képviselői egyrészt az új eszmék iránti fogékonyságból, másrészt műveltségük fitogtatása céljából is előszeretettel keresték fel őket. Ez bizonyos mértékig féltékenységet keltett az ortodox jogtudósok körében. Az ulema egy új hatalmi ág kialakulásának veszélyét vélte felfedezni a szúfi áramlatokban, de látván széles körű társadalmi elfogadottságukat, nem üldözték a rendek tagjait.
Általánosságban is elmondható, hogy amíg a kereszténység alapja a feltétlen hit és annak megkövetelése, addig az ott tapasztalható ortodoxiával ellentétben, a muszlim világ többnyire megelégedett a viselkedési minták és szokások szigorú betartásával, mintegy az ortodoxia helyébe az ortopraxia lépett. A szúfik pedig betartották a muszlim hit alappilléreinek, a napi ötszöri ima, a zarándoklat, az alamizsnaadás, a böjt előírásait, így eretnekség vádjába szinte soha nem estek.
A 11. században élt nagy tekintélyű, szúfi befolyástól sem mentes jogtudós, Abú Hámid Muhammad bin Muhammad al-Gazálí önéletírásában kísérletet tett az ellentétek feloldására: a racionális tudás és a misztikus hit is Allah ajándéka, az ember nem lehet meg sem az ész, sem a lélek törekvései nélkül. Állásfoglalásával enyhítette a feszültségeket, bár az ellentét a két vallásszemlélet között máig megmaradt. Néhány tudós, gondolkodó és uralkodók is felkarolták a szúfi megközelítést, látva hogy milyen jelentős szerepük van a hit terjesztésében. Ezzel szemben a vallás megreformálására törekvő csoportok elsődleges támadási célpontja a szúfik voltak (→vahhabiták).

## Története

Szúfi hagyományok öröklési láncolata

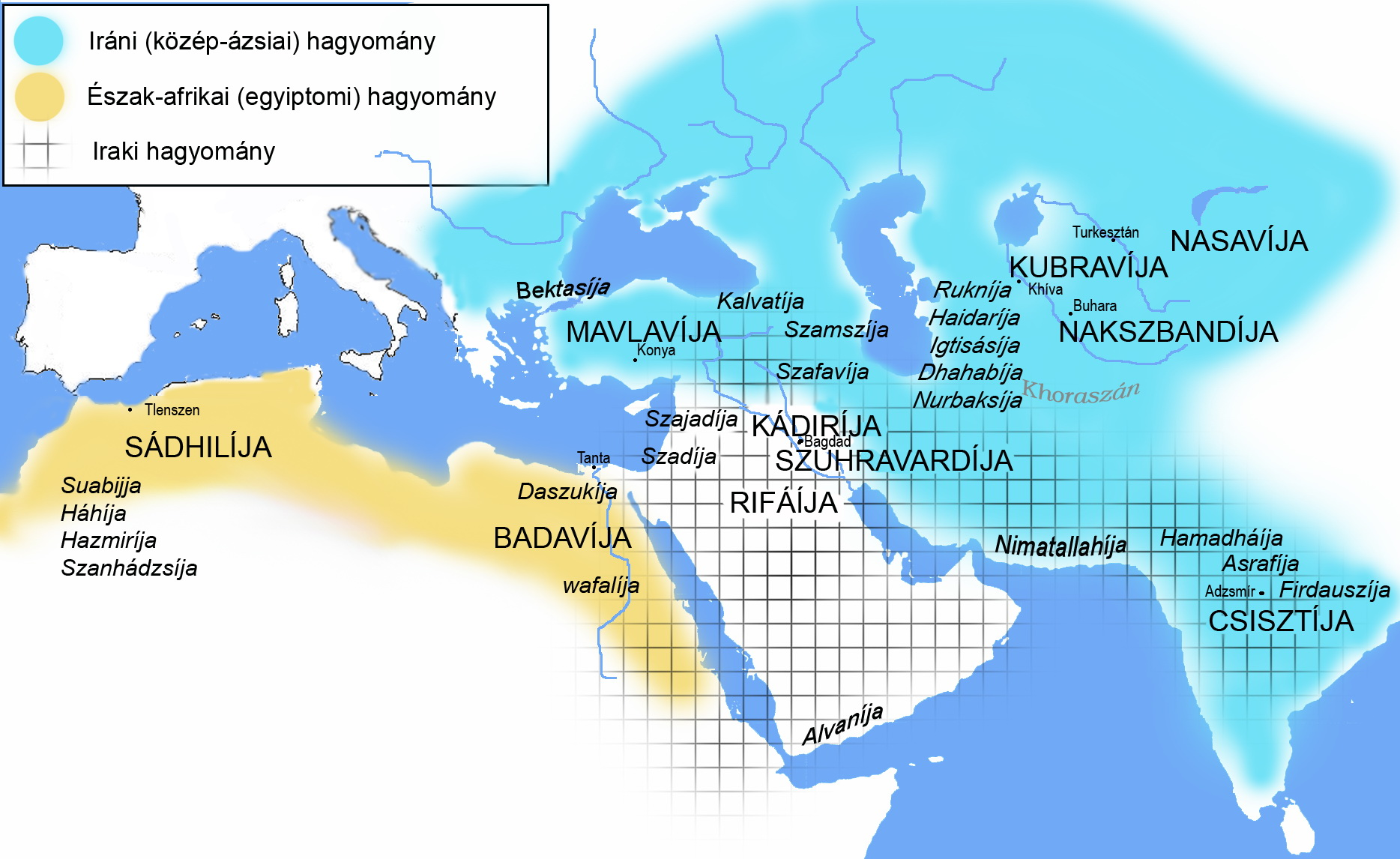
Szúfi hagyományok és fontosabb dervisrendek megoszlása az arab világban

A szúfizmus tulajdonképpen egyidős magával az iszlámmal. Már a Próféta idejében is működtek mesterek, az első feljegyzett szúfi a Jemenből származó Uvajsz Al-Karani volt, akire egy máig élő rend is hivatkozik. Az iszlám gyors terjedésével a szúfi tanítások is lépést tartottak, és Indiától Észak-Afrikáig mindenütt alakultak rendek is. Bár régebben a szúfizmus gyökereit a kutatók különböző iszlámon kívüli (ókori európai, sőt indiai) hagyományokban vélték fölfedezni, ma már inkább az a nézet elfogadott, hogy a szúfizmus a mélyen vallásos muszlimok körében, az első Omajjádok (661-750) világias uralma elleni tiltakozásként alakult ki. Később ez az eszmerendszer természetesen a misztikus teológiával és szertartásokkal összeegyeztethető idegen elemeket is magába olvasztott.
Az iszlám miszticizmus fejlődési szakaszai:
1. a korai aszketizmus megjelenése,
2. az isteni szereteten alapuló klasszikus miszticizmus kifejlődése,
3. a szerzetesrendekhez hasonló misztikus testvériségek megjelenése és elterjedése.

A szúfizmus jellemzően tanítói-tanítványi láncolatokon alapszik, vagyis a jelentősebb mesterek iskola-alapítónak számítanak (még ha formálisan nem is hoztak létre rendet), és a tanítványok mindaddig a mester iskolájához tartoznak, amíg nem alapítanak maguk is újat. Magát az iskolát azonban rendkívüli változatosság jellemzi, egy tanításon belül is számtalan eltérések lehetnek, ezért a szúfik iskola helyett inkább hagyományról beszélnek. A tanítványi láncolatot sok esetben a Prófétáig vezetik vissza, noha maguk a muszlim tudósok is kimutatták, hogy a láncolat többnyire hiányos, és/vagy hamis.
A hatodik síita imám, Dzsafar al-Szádik (megh. 756) vetette fel először a titkos tanítások szükségességét (takíja), mivel az Abbászida hatalom szunnita közössége nem nézte jó szemmel a síiták imámokra kiterjesztett imádatát, egyúttal úgy vélte, hogy tanaik a kevésbé művelt hívők számára félreérthetők lennének.
A szeretet gondolata – amely által az egyszerű aszketizmus miszticizmussá vált – elsőként egy bászrai nőnél, Rábia l-Adavíjánál (megh. 801) jelenik meg, aki megfogalmazta az Isten iránti szeretet szúfi eszményét: mentes minden érdektől, a Paradicsom utáni vágytól és a Pokol félelmétől.
A misztika iráni iskoláját képviseli Bajazid al-Bisztámí (megh. 874-ben), általában neki tulajdonítják a faná (feloldódás) tanának bevezetését és mondásainak szimbolikája a későbbi misztikus költők szóhasználatára emlékeztet. Azt tanította, sahadát mintegy átfogalmazva, hogy: „Én általad létezem, nincs más Isten, csak te magad”. Azaz az ember eggyé válhat az Istennel, és az átélt mámorban feloldódik benne. Tanaival nem kis zavart okozott az ulema köreiben.
Az ortodoxia által elítélt misztikus tanok leghíresebb képviselője al-Huszajn ibn Manszúr al-Halládzs volt, aki hírnevét főként e mondásának köszönhette: „Aná al-Hakk” („Én vagyok az Igazság” – azaz Isten). Al-Halládzsot tanai miatt 922-ben, Bagdadban kivégezték, ám a későbbi korok misztikusai és költői őt tartották a szenvedő szeretet mintaképének.
A miszticizmus iraki iskolájának alapítója, al-Muhászibí (megh. 857-ben) szerint az aszketizmus egyetlen haszna az, hogy megtisztítja a lelket az Istennel való találkozáshoz. A józanságot és bölcsességet hangsúlyozó iraki tanításokat a bagdadi Ibn al-Dzsunaid sejk (megh. 910) tökéletesítette tovább és őrá hivatkozik e hagyomány valamennyi későbbi alakja. Al-Dzsunaid úgy vallotta, hogy az al-Bisztámi féle "lelki gyönyör" bár szükséges, de csak egy lépés a végső "én" felfedezéséhez. Az evilági léttől való megszabadulás fájdalmat kelthet az egyénben, ezért a lelki egyesülést józan gondolatokkal is elő kell segíteni. Nézetrendszere szinte hasonló a buddhista tanokhoz.
A szúfizmus egyiptomi iskolájának kiemelkedő képviselője, a núbiai származású Dzún-Nún (megh. 859-ben) vezette be a marifa ("legmélyebb tudás") fogalmát, amelyet szembeállított a tanultsággal, himnikus imádságaiban pedig az egész természettel fog össze Isten dicséretére. E Koránon alapuló gondolat később igen népszerűvé vált a perzsa és török költészetben.
A 13. század második és a 14. század első felében a spekulatív miszticizmus hatására az andalúziai születésű Muhi ad-Dín ibn al-Arabí (meghalt 1240-ben) létrehozta a saját rendszerét, amelyben már tökéletesen szétvált a vallásjog és a szúfizmus. A "létezés egysége"-ként ismert teozófiai rendszer (vahdat al-vudzsúd) megalkotója. Eszerint Isten és a teremtett világ ugyanannak a valóságnak két oldalát jelenti. Tanainak irodalmi összefoglalása az Al-Futúhát al-makkíjja (Mekkai kinyilatkoztatások). Nézeteiben felfedezhetők a panteizmus nyomai is, ezért műveit sokszor betiltották, hiszen az ulema szerint ezzel a Próféta rangját kérdőjelezte meg. Úgy tanította, hogy Allah mindenben benne van, mivel mindennek a forrása is egyben. Néhány iszlám jogtudós még Ibn al-Arabí muszlim mivoltát is megkérdőjelezte. A teljes kiközösítés azonban azért nem történt meg, mivel eszméi nagy mértékben elősegítették a keleti, elsősorban indiai vagy főként a sámánhitű népesség térítését. Az olyan társadalmakban, ahol a miszticizmusnak komoly iszlám előtti hagyományai voltak (pl. az indiai muszlimok között) a vallásjog és a misztika szétválása még egyértelműbb volt.

### Dervisrendek
A szúfizmus kebelén fejlődtek ki a legújabb korig igen nagy befolyással bíró dervisrendek, amelyekben sokszor szabad utat kaptak az érzelmek.
Az első és máig legfontosabb rendet, a kádiríját Abd al-Kádir ad-Dzsílání (1077-1166) alapította, ezt követte a szuhravardíja, majd a 13. században sok szúfi rend jött létre keleten és nyugaton is, mellyel a szúfizmus tömegekre ható erővé vált. Mindegyik rend kialakította az alapvető szertartások csak rá jellemző változatát. Az iszlám elsősorban a szúfi hittérítők révén terjedt el Indiában, Közép-Ázsiában, Törökországban és Fekete-Afrikában.
A dervisrendek mesterük sírja körül egyfajta kultuszt hoztak létre, a tanítványok ide csoportosultak az ájtatos tisztelet jeléül. Egy adott hagyományon belül többféle rend is alakult, attól függően, hogy a tanítványi láncolatban a mester milyen szerepet töltött be.
A 17-18. századi Közép-Ázsiában a naksbandíja rendnek volt igen nagy politikai befolyása, míg Észak-Afrikában (1781-től) a tidzsáníja és (a 19. sz. elejétől) a szanúszíja vett részt az iszlám terjesztésében és a helyi politikában, sőt az utóbbi rend harcolt az olaszok ellen, valamint vezetője lett később Líbia királya. A tidzsáníja egyre délebbre tolta az iszlám határait Szenegál és Nigéria vidékén, és több tagja erős királyságokat hozott létre Nyugat-Afrikában, ahol a kádiríja renddel (a legelterjedtebb szúfi testvériséggel) együtt, máig is fontos társadalmi, politikai tényező. A bektási derviseknek nagy politikai befolyásuk volt az Oszmán Birodalomban, mert szoros kapcsolatokat ápoltak a janicsárokkal. A sattáríja rend Indiától Jáváig terjedt el, míg a csisztíja és a szuhravardíja főként az indiai szubkontinensen működik.
Az iszlám országok politikai-társadalmi reformmozgalmai gyakorta ellenségesek voltak a szúfizmussal szemben, mivel többnyire visszahúzó erőt, a társadalom szabad fejlődésének gátját látták benne. Így például Törökországban Mustafa Kemal Atatürk 1925-ben valamennyi dervisrend rendházait bezáratta. A rendek politikai befolyása mindazonáltal ma is érezhető, noha csak a felszín alatt.
Napjainkban a szúfizmus újra népszerű, elsősorban a nyugati, diaszpórában élő muszlim fiatalság körében, nem csak a látványos külsőségei miatt, hanem azért is, mert sokan az iszlám misztikus formáinak felfedezésével és átélésével kívánják erősíteni elveszettnek hitt identitásukat.

## A szúfik és az irodalom, költészet
A szúfizmus nagyon fontos szerepet játszott az iszlám történelmében és kultúrájában. A szúfi irodalom, különösen a misztikus szerelmi költészet virágzása az arab, perzsa, török és urdu nyelvben egyaránt aranykort jelentett.
Már a 10. században elengedhetetlennek látszott, hogy az ortodoxia gyanújának eloszlatására a szúfizmus tanait kézikönyvekben foglalják össze. Több ilyen mű született arab nyelven Abu Tálib al-Makkí, Szarrádzs és Kalábádzí (10. század vége), illetve Kusajrí és Hudzsvírí (11. század, az utóbbi perzsául írt) tollából. A klasszikus szúfizmus utolsó nagy írója Muhammad ibn Muhammad al-Gazáli (meghalt 1111-ben) volt, aki Ihjá ulúm ad-dín, A vallástudományok újjáélesztése c. híres művében a mérsékelt miszticizmus mellett szállt síkra az egyre népszerűbb teozófiai irányzatok ellenében (ezek gyakorlatilag egyenlőségjelet tettek Isten és a világ közé), amivel sok millió muszlim gondolkodására gyakorolt igen nagy hatást.
Ibn al-Fárid (megh. 1235-ben) írta a leggyönyörűbb arab nyelvű misztikus költeményeket, és Farídad-dín Attár (megh. 1220) perzsa költő ugyancsak kiemelkedő alakja a szúfi irodalomnak.
A legnagyobb hatású perzsa nyelvű misztikus költő, Dzsalál ad-Dín Rúmí (1207-1273) Masznaví című, kb. 26 000 rímpárból álló költeménye, a 16. századi misztikus irodalom gyöngyszeme, mely a perzsa nyelvű misztikusok szemében a második legfontosabb műnek számít a Korán után. Az általa alapított mavlavíja dervisrend Anatóliában, Konya városában működött.
Magyarországon, Budán élt Gül Baba bektasi dervis és szúfi költő. 

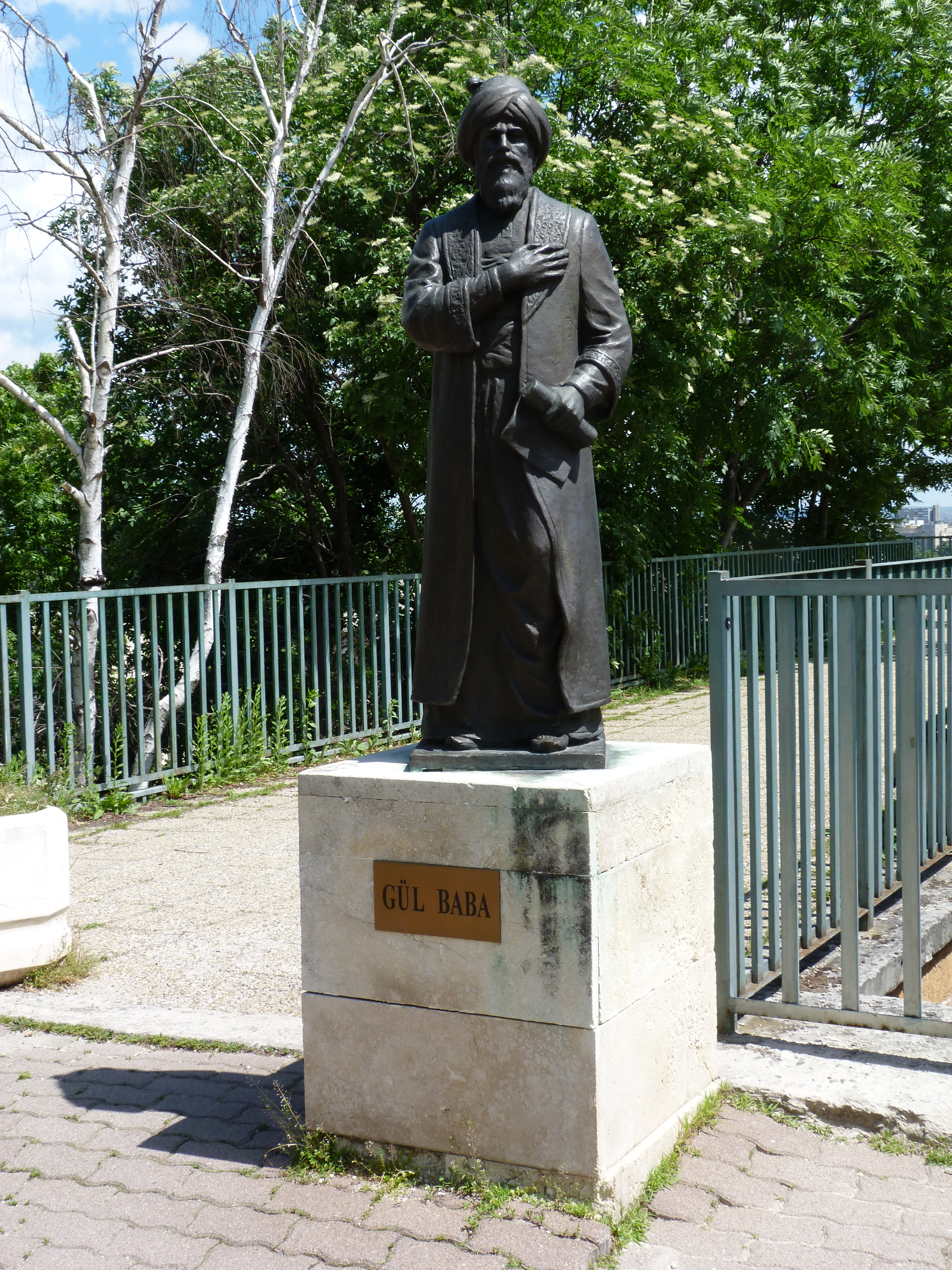
Gül Baba szobra a Rózsadombon

Az 1988-as Eurovíziós Dalfesztiválon Törökországot képviselte a Mazhar-Fuat-Özkan Sufi című dalukkal, mellyel a 15. helyet szerezték meg.

## Híres szúfi mesterek és iskolák
- Rábia l-Adavíja
- Dzsalál ad-Dín Rúmí (Mevlana)
- al-Gazáli
- Osman Nuri Topbaş
- Musa Topbaş
- Süleyman Hilmi Tunahan
- Mahmut Ustaosmanoğlu
- Aziz Mahmut Hüdayi

## Szúfi költők
- Yunus Emre
- Amin ad-Din Baljáni